# Jaroslav Staněk (lékař)
Jaroslav Staněk (16. května 1917 Přerov – 25. listopadu 1980 Brno) byl radioamatér, fyziolog, lékařský fyzik a pedagog.

## Životopis
Narodil se jako druhé dítě Josefa Staňka a Františky Marie Mohaplové. Jeho sestry byly Blažena Zlámalová-Staňková (1914–1989) a Libuše Trnkalová-Staňková (1921–1988). V letech 1923–1928 navštěvoval pětitřídní Obecnou školu chlapeckou v Brně-Židenicích. Správcem školy byl Josef Kraus, třídním Josef Kraus, Olga Černohubá, Klement Budil. V letech 1928–1936 studoval na Státním reálném gymnáziu v Brně, nyní Gymnázium ve Vídeňské ulici, zde byli jeho spolužáky Jaromír Svoboda a Jan Šprincl. Na tomto gymnáziu maturoval 19. června 1936. Od roku 1936 pokračoval studiem na Lékařské fakultě Masarykovy univerzity v Brně. Dne 23. března 1939 dokončil I. lékařské rigorosum a získal titul Medicinae Universae Candidatus (MUC). Po 17. listopadu 1939, kdy byly uzavřeny vysoké školy, nastoupil do zaměstnání v radiotechnické továrně REL. Dne 7. prosince 1939 byl pro odbojovou činnost, kdy působil jako radioamatér a vysílatel na krátkých vlnách), zatčen a do 23. ledna 1942 vězněn v koncentračním táboře Sachsenhausen. Po návratu z koncentračního tábora byl krátce kresličem u pana Svobody v Brně (1. února 1942 – 28. února 1942). Do konce druhé světové války pak pracoval jako rentgenový laborant v Lize proti TBC (1. březen 1942 – 31. květen 1945). Ve studiu pokračoval od roku 1945. II. lékařské rigorosum ukončil 8. května 1947. Dne 30. června 1946 se oženil s Dagmar Imramovskou (10. ledna 1922 Brno – 6. září 2002 Brno). III. lékařské rigorosum dokončil 25. června 1948 a 30. června 1948 dosáhl promocí titulu doktor medicíny.

### Profese
Po válce pracoval jako výpomocný asistent fysiologického ústavu Lékařské fakulty Masarykovy university na úseku elektrofyziologie (1. června 1945 – 30. června 1948). Od 1. července 1948 se stal odborným asistentem fyziologického ústavu Lékařské fakulty Masarykovy univerzity. Od 3. ledna 1949 byl na pět měsíců povolán k základnímu vojenskému výcviku do Kaplice. Vojenskou službu ukončil dvěma vojenskými cvičeními 27. července. Ve školním roce 1950–1951 byl pověřen docenturou fakulty Lékařské elektrotechniky na Vojenské akademii Antonína Zápotockého v Brně. Dne 1. října 1957 byl na univerzitě přemístěn na ústav lékařské fyziky a byl pověřen jeho vedením. Postupně byl jmenován členem vědecké rady (1959), následně vedoucím nově zřízené katedry lékařské fyziky (1961), poté byl ustanoven ministrem Františkem Kahudou zástupcem docenta pro obor lékařské fyziky na Lékařské fakultě Masarykovy univerzity (1962) a později rektorem univerzity odborným asistentem lékařské fakulty pro katedru lékařské fyziky (1963) a jmenován ministrem Čestmírem Císařem docentem pro obor lékařské fyziky (1964). Dne 26. listopadu 1959 mu udělila vědecká rada Lékařské fakulty titul kandidát věd. V červnu 1968 obhájil mimořádnou profesuru před vědeckou radou Lékařské fakulty Univerzity Pavla Jozefa Šafárika v Košicích a 1. července 1971 byl pověřen vedením ústavu lékařské fyziky. Na Lékařské fakultě organizoval večerní studium. V posledních letech byl vedoucím učitelem 1. ročníku.
Od roku 1957 byl na Lékařské fakultě Masarykově univerzitě pověřen přednášením a zkoušením lékařské fyziky. Kromě univerzity vyučoval fyziologii a somatologii na střední zdravotnické škole v Brně (1950–1957), přednášel a zkoušel fyziologii člověka na Farmaceutické fakultě Masarykovy univerzity (1953–1957), přednášel lékařskou elektrotechniku na Vysokém učení technickém v Brně (1956), přednášel v němčině německým posluchačům z Německé demokratické republiky (1963), kromě toho přednášel a zkoušel 2 roky lékařskou fyziku v závodním institutu Výzkumného ústavu zdravotnické techniky v Brně

### Zájmy a politická činnost
Do roku 1939 byl radioamatérem (od roku 1937 s koncesí OK2EL); přispíval svými články do časopisů Radioamatér a Radio. Roku 1956 se zúčastnil překladu 1. dílu sebraných spisů Ivana Petroviče Pavlova. Od roku 1945 do února 1948 byl organizován v Československé straně národně socialistické. Na podzim roku 1958 byl přijat za kandidáta Komunistické strany Československa. Zde zastával řadu funkcí. Byl členem komise pro ateistickou propagandu při fakultním výboru KSČ. v roce 1958 navštěvoval přednášky marxistické filozofie na Lidové univerzitě. Po řadu let se zúčastnil Roku stranického školení. Byl propagandistou kroužku „Ateistická výchova“ na střední škole. Aktivně se zúčastnil třech ideologických konferencí Lékařské fakulty. Členem Komunistické strany Československa byl do roku 1970. Mimo politickou činnost byl členem Revolučního odborového hnutí, Československého svazu protifašistických bojovníků, Svazu československo-sovětského přátelství a civilní obrany. Účastnil se veřejné práce ve 4 komisích děkanátu (mj. zlepšovatelská, ediční), byl členem komise děkana pro výzkum; v Česko-slovenské biologické společnosti byl hospodářem hlavního výboru. Pracoval jako člen komise pro státní závěrečné zkoušky z lékařské elektroniky na Vysokém učení technickém v Brně. Mimo jiné se věnoval přednáškám. Měl čtyři přednášky na pracovních sjezdech fyziologů, tři přednášky ve společnosti Jana Evangelisty Purkyně, na ateistické konferenci Lékařské fakulty přednášel o pověrách kolem proutků, ve společnosti pro šíření věd a politických znalostí měl šest přednášek, několik odborných přednášek z radiotechniky ve spolku Českoslovenští amatéři vysílači a přednášel pro zaměstnance n. p. Prema.

## Dílo

### Odborné a vědecké práce
- Příspěvek k metodice měření elektrické vodivosti elektrolytů a tkání. Scripta medica. 1951[6]
- Elektrofrenetické dýchání. Časopis lékařů českých. Spolu s P. Buriánkem, V. Krutou, Z. Vokáčem a J. Volfem. 1953.[7]
- Universální dráždicí přístroj. Scripta medica. Spolu s J. Volfem. 1953.[8]
- Příspěvek k methodice rheoplethysmografie. Scripta Medica. Spolu s Rostislavem Dvořákem a Bohumilem Šelem. 1953.[9]
- Nový impedanční plethysmograf. Lékařské listy. Spolu s Bohumilem Šelem a Rostislavem Dvořákem.1954.[10]
- Nová methoda studia srdeční frekvence u člověka a některých laboratorních zvířat. Scripta medica. Spolu s Janem Peňázem. 1955.[11]
- Sebrané spisy. Díl 1. Ivan Petrovič Pavlov. Překlad kapitoly: Zesilující srdeční nerv. Str. 294–320 [5]
- Fysiologie člověka pro posluchače farmacie. I. díl, Brno, 1955, dotisk 1958. 114 s.[12]
- Fysiologie člověka pro posluchače farmacie. II. díl. Brno, 1956. 122 s.[13]
- Příspěvek k metodice měření elektrické vodivosti elektrolytů a tkání. Práce z fyziologického ústavu LF, 1960[14]
- Lékařská fysika I. Určeno pro posluchače fakulty lékařské v Brně. 1. díl. 1. vyd. Státní pedagogické nakladatelství. 1960. 254 s.[15]
- Transistorový stimulátor – nástupce induktoru ve fysiologii. Scripta medica. 1961.[16]
- Transistorový spirograf. Scripta medica. 1962.[17]
- K možnostem rozlišování chemických sloučenin polovodičovým čidlem. Scripta medica. Spolu s Emilem Smékalem. 1963.[18]
- Základy lékařské fyziky. Určeno pro posluchače lékařské fakulty v Brně. 1. díl. 1964[19]
- Elektronické relé ke kardiotachografu strojopis. Kvalifikační práce. 1. vyd. Brno 1964. 65 s., grafy. Obsahuje bibliografii[20]
- Der Thermistor-Spirograph. Scripta medica. Německy. 1965.[21]
- Bílková Bohumíra, Pospíšilová Jiřina, Smékal Emil, Šprindrich Jan: Praktická cvičení z lékařské fyziky. Redakce: Staněk Jaroslav, Hrazdíra Ivo. Praha. Státní pedagogické nakladatelství, tři vydání, 1967–1970.[22]
- Lékařská fyzika. 1. díl. 1. vyd. Praha. Státní pedagogické nakladatelství. 1970. 274 s.[23]
- Měření změn mikroklimatu homoiothermní soustavy různými textilními materiály. Scripta medica. Spolu s L. Novákem a J. Česnekem. 1976.[24]
- Výsledky pokusu Těploobměn-1, provedeného na biosputniku Kosmos 936, Scripta medica. Spolu s L. Novákem, J. Česnekem, L. Prokopovou, A. M. Geninem, V. K. Golovem a V. S. Magedovem. 1979.[25]
- Vliv práce s trikresylfosfátem na nervovou soustavu pracujících. Lékařské listy č. 20, s. 490–493, práce 5 lékařů 1952

### Populárně-vědecké články
- Třílampovka pro krátké vlny se starými lampami. Radioamatér. Měsíčník pro radiovou techniku. 1937[26]
- Nebojte se Morseovy abecedy. Radioamatér. Měsíčník pro radiovou techniku. 1937 [27]
- Dvoulampovka s americkými lampami. Radioamatér. Měsíčník pro radiovou techniku. 1937[28]
- Krátkovlnný Schnell. Radioamatér. Měsíčník pro radiovou techniku. Spolu s Jar. Loubem. 1937[29]
- Přijimač pro vlny 5 m. Radioamatér. Měsíčník pro radiovou techniku. 1937[30]
- Transceiver 2,5–5 m. Radioamatér. Měsíčník pro radiovou techniku. 1937[31]
- Začátečníkova jednolampovka pro krátké vlny. Radioamatér. Měsíčník pro radiovou techniku. 1939[32]
- Superhety pro krátké vlny. Radioamatér. Měsíčník pro radiovou techniku. 1939[33]
- Superhety pro krátké vlny. Všeobecné i zvláštní zásady konstrukce komunikačních přijímačů. Radioamatér. Měsíčník pro radiovou techniku. 1939[34]
- Standardní krátkovlnný přijimač. Radioamatér. Měsíčník pro radiovou techniku. 1939[35]
- Oscilátor na 100 kHz. Radioamatér. Měsíčník pro radiovou techniku. 1939[36]
- Co jsou „kliksy“ a jak je odstraniti. (Vybraná kapitola k duši amatéra vysilače.) Radio časopis jednoty radioamatérů. 1939[37]
- Spolehlivý vysilač pro 56–60 Mc/s. Radioamatér. Měsíčník pro radiotechniku a obory příbuzné. 1947[38]
- Laditelný budič k vysílači (VFO) s krystalem. Radioamatér. Měsíčník pro radiotechniku a obory příbuzné. 1947[39]
- Zdravotnické zajištění výstupu na Everest. (Zpracováno podle knihy: John Hunt: The Ascent of Everest.) Teorie a praxe tělesné výchovy a sportu. 1954.[40]